# Thorictodes erraticus
Thorictodes erraticus is een keversoort uit de familie spektorren (Dermestidae). De wetenschappelijke naam van de soort werd in 1922 gepubliceerd door George Charles Champion.